# 1948-as síkvízi kajak-kenu világbajnokság
Az 1948-as síkvízi kajak-kenu világbajnokságot a Egyesült Királyságban Londonban rendezték 1948-ban. Ez volt a második kajak-kenu világbajnokság. Az éremtáblázat élén Svédország csapata végzett 3 aranyéremmel és egy ezüsttel.
Ezen a világbajnokságon nem rendeztek kenu versenyszámokban versenyeket. A korábbi világbajnoksághoz képes a nőknél a 600 méteres távot 500 méterre csökkentették.

## Éremtáblázat
| Helyezés | Ország        | Arany | Ezüst | Bronz | Összesen |
| -------- | ------------- | ----- | ----- | ----- | -------- |
| 1.       | Svédország    | 3     | 1     | 0     | 4        |
| 2.       | Dánia         | 1     | 1     | 3     | 5        |
| 3.       | Finnország    | 1     | 0     | 0     | 1        |
| 4.       | Ausztria      | 0     | 1     | 1     | 2        |
| 4.       | Csehszlovákia | 0     | 1     | 1     | 2        |
| 6.       | Norvégia      | 0     | 1     | 0     | 1        |
| Összesen | Összesen      | 5     | 5     | 5     | 15       |

## Eredmények

### Férfiak, kajak
| Versenyszám        | Arany                                                                                | Arany  | Ezüst                                                                            | Ezüst  | Bronz                                                                    | Bronz  |
| ------------------ | ------------------------------------------------------------------------------------ | ------ | -------------------------------------------------------------------------------- | ------ | ------------------------------------------------------------------------ | ------ |
| K1 500 m           | Gert Fredriksson · Svédország                                                        | 2:14,2 | Lars Glasser · Svédország                                                        | 2:15,0 | Poul Agger · Dánia                                                       | 2:15,4 |
| K1 4 × 500 m váltó | Lars Glasser · Lars Helsvik · Lennart Klingström · Gert Fredriksson · Svédország     | 8:44,5 | Ivar Mathisen · Ivar Iversen · Hans Martin Gulbrandsen · Eivind Skabo · Norvégia | 8:52,2 | Bernhard Jensen · Poul Agger · Ejvind Hansen · Johan Andersen · Dánia    | 8:56,9 |
| K2 500 m           | Thor Axelsson · Nils Björklöf · Finnország                                           | 2:06,4 | Alfred Christensen · Finn Rasmussen · Dánia                                      | 2:07,0 | Bernhard Jensen · Ejvind Hansen · Dánia                                  | 2:08,1 |
| K4 1000 m          | Hans Berglund · Lennart Klingström · Gunnar Åkerlund · Hans Wetterström · Svédország | 4:01,9 | Herbert Klepp · Paul Felinger · Walter Piemann · Albert Umgeher · Ausztria       | 4:06,8 | Ludvík Klíma · Karel Lomecký · Ota Krouthil · Miloš Pech · Csehszlovákia | 4:08,1 |

### Nők
| Versenyszám | Arany                               | Arany  | Ezüst                                             | Ezüst  | Bronz                                           | Bronz  |
| ----------- | ----------------------------------- | ------ | ------------------------------------------------- | ------ | ----------------------------------------------- | ------ |
| K2 500 m    | Karen Hoff · Bodil Svendsen · Dánia | 2:22,9 | Marta Kohutová · Růžena Košťálová · Csehszlovákia | 2:23,0 | Fritzi Schwingl · Gertrude Liebhardt · Ausztria | 2:24,0 |